# Vitesse (Band)
Vitesse war eine niederländische Rockband. Der Schlagzeuger und Sänger Herman van Boeyen war die treibende Kraft der Band. Die anderen Rollen innerhalb der Band wurden von einer Vielzahl von Künstlern besetzt. Die Band hatte in den frühen 1980er Jahren eine Reihe von Hit-Singles wie Rosalyn, Good Lookin’, Whole Lot of Travellin’ und Vanity Island. Vitesse bestand von 1975 bis 1994.

## Bandgeschichte
In den 1960er und frühen 1970er Jahren spielte Herman van Boeyen in einer großen Anzahl niederländischer Gruppen, darunter Tee Set, Livin’ Blues und Supersister. In der Band Red, White & Blue lernte er den Pianisten Herman Brood (Gesang und Klavier, früher Cuby and the Blizzards) kennen. Nachdem er diese Band verlassen hatte, gründete van Boeyen 1975 seine eigene Gruppe Vitesse. Herman Brood wurde kurze Zeit später ein festes Mitglied. Unterstützt wurden die beiden von Rob ten Bokum (Gitarre) und Peter Smid (Bass). Im ersten Jahr verließen viele Gitarristen die Band und neue kamen hinzu.

„Ich war Mitglied Nummer 14, und da war die Band gerade mal ein Jahr alt!“

Im selben Jahr bekam Vitesse einen Plattenvertrag bei Reprise und veröffentlichte das Debütalbum Vitesse. Zu dieser Zeit bestand die Band aus Herman van Boeyen, Herman Brood, Jan-Piet den Tex, Gerrit Veen und Ross Recardi. Kurz nach der Veröffentlichung des ersten Albums kehrte Herman Brood zu den neu gegründeten Blizzards zurück, machte allerdings kurz darauf unter eigenem Namen weiter. Von Vitesse nahm er den Bassisten Gerrit Veen mit.

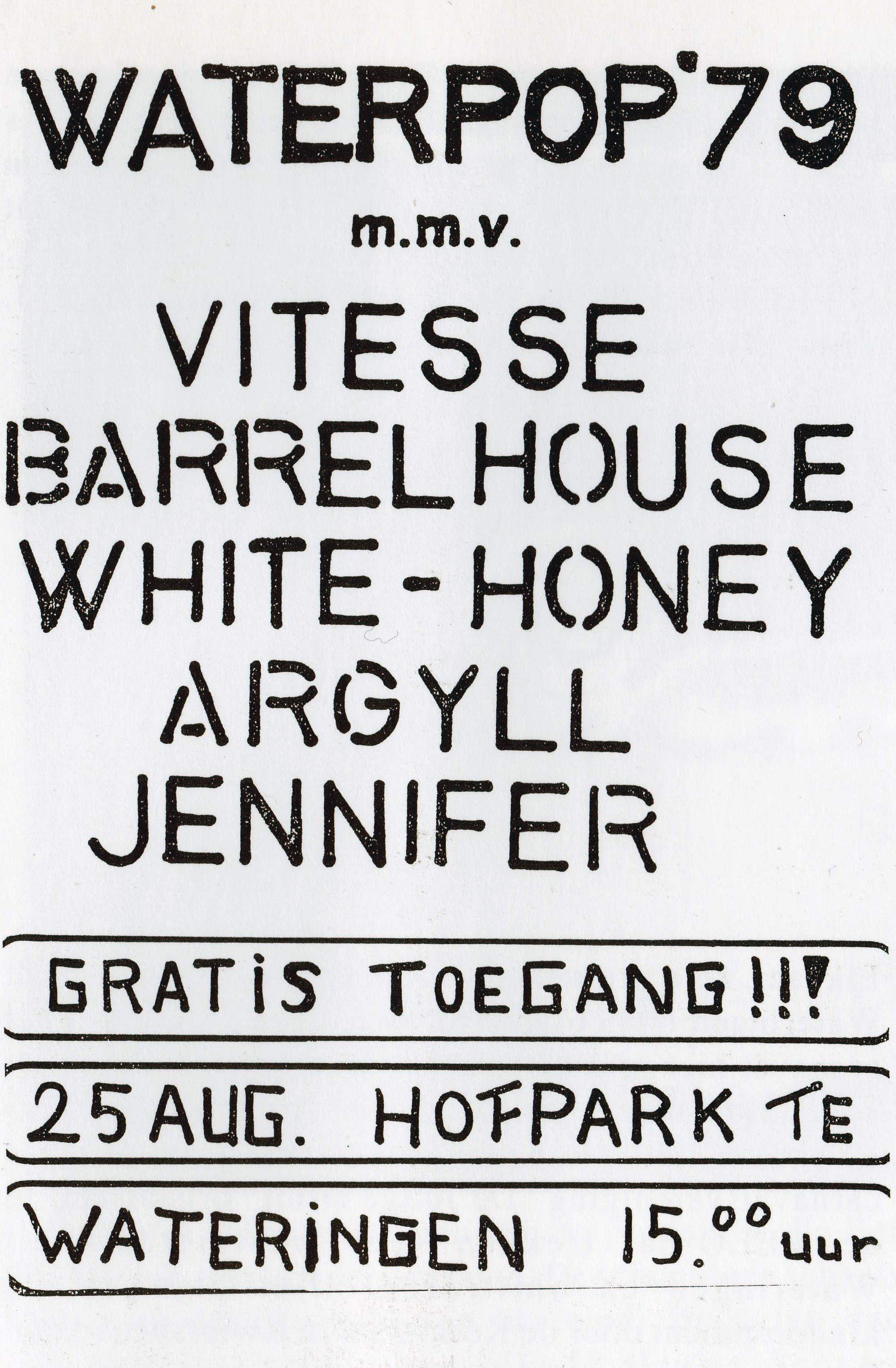
Poster für Waterpop (1979)

Nach der Veröffentlichung des Albums Rendez Vous (Negram, 1977) gelang der Band in den Niederlanden nicht wirklich der Durchbruch. Auch die LP Out in the Country (Negram, 1978) mit dem Neuzugang Jan van der Meij als fester Gitarrist, Rudy de Queljoe (Ex-Brainbox) sowie dem Bassisten Wilco Toerroe Leerdam und Herman van Boeyen am Schlagzeug brachte nicht den großen Erfolg. Das Album wurde zwar positiv aufgenommen, lag aber weit hinter den Erwartungen zurück. Das Album Rock Invader (Negram, 1979) schnitt deutlich besser ab. Die Single Rock & Roll Band, eine Komposition von van der Meij, erreichte die Charts, ebenso wie der Song Whole Lot of Travellin’. In Deutschland war die Band erfolgreicher. Anfang 2007, dreißig Jahre nach der Veröffentlichung von Rendez Vous, brachte EMI die drei Negram-Alben neu, in einer CD-Box und remastered, heraus.
Zu einem denkwürdigen Konzert kam es 1979 im Rockpalast des Kölner WDR-Fernsehstudios-L, dessen 24 Songs von Vitesse im Jahr 2020 als CD/DVD-Ausgabe veröffentlicht wurden.
Nach der Auflösung von Herman Brood & His Wild Romance versuchte Herman van Boeyen erneut, mit Brood zusammenzuarbeiten. Dies scheiterte jedoch, und Brood nahm sogar den Bassisten Peter van Straten aus der Gruppe, der jedoch nach nur zwei Tagen zurückkehrte. 1980 veröffentlichte das Trio aus Herman van Boeyen, Peter van Straten und Jan van der Meij das Album Live. Van Boeyen machte danach ohne van Straten weiter, und aufgrund von Meinungsverschiedenheiten verließ auch van der Meij die Gruppe. Van der Meij und van Straten gründeten daraufhin die Formation Powerplay.
Nach einem weiteren missglückten Album hatte Vitesse 1982 endlich Erfolg. In der Besetzung mit Otto Cooymans, Rudy Englebert und Carl Carlton stachen die Singles Rosalyn und Good Lookin’ hervor, und die Alben Live in Germany und Incomplete Works & Other Hits erreichten Platz 19 bzw. 15 der niederländischen Albumcharts. Im Jahr 1983 erreichte Vitesse mit dem Song Julia noch Platz 30.
Das nächste Album Vanity Island und die gleichnamige Single floppten. Noch während der Aufnahmesessions geriet van Boeyen in einen Streit mit Cooymans, der zusammen mit Engelbert und Carlton die Band verließ. Deshalb wurden die B-Seiten des Albums von einer anderen Besetzung fertiggestellt. Aber auch das nächste Album und die Singles wurden nicht erfolgreich, sodass die Plattenfirma Philips den Vertrag kündigte. Die 1990 veröffentlichte Single Ever since I Met You brachte in den Niederlanden keinen Erfolg, in Deutschland dagegen war der Song einigermaßen erfolgreich.
In den folgenden Jahren versuchte sich Herman van Boeyen weiterhin mit Vitesse, aber keines seiner Alben oder Singles wurde von der breiten Öffentlichkeit wahrgenommen. Inzwischen war Herman van Boeyen nach Deutschland gezogen und arbeitete in einer Fabrik, um sich finanziell über Wasser halten zu können. Massive persönliche und Drogenprobleme machten ihm zu schaffen. Nachdem er sich von den zahlreichen Rückschlägen der Vergangenheit erholt hatte, gründete er eine neue Vitesse-Band mit den deutschen Musikern Markus Wienstroer und Ralph Mutz (Gitarren) sowie Guido Ludwig (Bass). Der ehemalige niederländische DJ und spätere Musikverleger Willem van Kooten († 3. Januar 2025) war bereit, der Band noch eine Chance zu geben, was 1992 zu einem Album mit dem Titel Back on Earth führte, der ersten CD in der siebzehnjährigen Geschichte der Band. Leider blieb der Erfolg aus. 
1994, nach der gefloppten Single All of the Time, löste van Boeyen nach 19 Jahren die Band Vitesse auf.
2014 wurde der Song Rosalyn in dem Spielfilm Hemel op aarde verwendet.
Im Februar 2019 erschien eine CD mit unveröffentlichten Aufnahmen, darunter nie veröffentlichte Titel wie First Train Home, Do It in the Line-up mit Jan van der Meij, Rudy de Queljoe und Wilco Toerroe Leerdam sowie z. B. Money Honey und Preoccupied mit Herman Brood (auf Preoccupied spielt Brood nur Klavier).
Ton Odijk, ein ehemaliger niederländischer Band-Manager, fand 2018 im Keller der Arnhemer Stable Studios, in denen Vitesse fast alles aufnahm, ein sehr umfangreiches Archiv mit einer Auswahl niederländischer Künstler, darunter auch Vitesse. Etwa 80 Songs kamen zum Vorschein, 20 davon mit Herman Brood. Von diesem bisher unveröffentlichten Material wurden 19 Lieder für die CD From the Stable (The Lost Tapes) ausgewählt.
Anlässlich des 50-jährigen Jubiläums von Vitesse soll im Jahr 2025 die Vitesse–Rockumentary auf die Bühne kommen. Die niederländische Band Still Diggin’ ist der Initiator dieser Rockumentary. Es werden persönliche Geschichten von ehemaligen Bandmitgliedern gezeigt und seltenes Bild- und Audiomaterial von Still Diggin’ mit den Songs von Vitesse live begleitet. Die Premiere ist für den 30. März 2025 in der Q-Factory in Amsterdam geplant.
Neben der Rockumentary soll 2025 auch eine TV-Dokumentation über Vitesse erscheinen, die den Zeitraum von 1975 bis 1985 abdeckt. Um die Kosten für die beiden Projekte zu decken, wurde u. a. eine Crowdfunding-Initiative ins Leben gerufen.

## Diskografie

### Alben
- 1975: Vitesse
- 1977: Rendez-vous
- 1978: Herman Brood in Vitesse (identisch mit Debütalbum)
- 1978: Out in the Country
- 1979: Rock Invader
- 1980: Live
- 1981: Good News
- 1982: Live in Germany (Livealbum)
- 1984: Vanity islands
- 1985: Keepin' Me Alive
- 1992: Back on Earth
- 2019: From the Stable (The Lost Tapes)
- 2020: Live at Rockpalast 1979 (CD & DVD)

### Kompilationen
- 1982: Incomplete Works and other Hits (You Always Never Knew You Would like to Know Already about With)
- 1985: Het beste van
- 1997: Best of Vitesse
- 1999: Good Lookin’

### Singles
- 1976: April Wind
- 1976: Do You Wanna Dance
- 1977: You Can’t Beat Me
- 1978: Out in the Country
- 1978: We’ll Do the Music Tonight
- 1979: Rock and Roll Band (#36 in der niederländischen Nationalen Hitparade / #30 in der Top 50 des Rundfunkvereins TROS, Holland)
- 1979: On the Run
- 1979: Running and Hiding
- 1980: Goin’ Up
- 1980: Whole Lot of Travellin’
- 1981: Can’t Keep a Promise
- 1981: Desire
- 1981: Generator of Love
- 1982: Rosalyn (#16 in der niederländischen Nationalen Hitparade / #11 in der Top 50 des Rundfunkvereins TROS, Holland)
- 1982: Good Lookin’ (#4 in der niederländischen Nationalen Hitparade / #4 in der Top 50 des Rundfunkvereins TROS, Holland)
- 1983: All My Heart
- 1983: Julia (#30 in der niederländischen Nationalen Hitparade / #24 in der Top 50 des Rundfunkvereins TROS, Holland)
- 1983: Transit Lover
- 1984: Highway Love
- 1984: Keep Up
- 1984: Vanity Islands
- 1985: Keepin’ Me Alive
- 1985: Lights in the Air
- 1985: Spanish Heat
- 1985: You Turn Me On
- 1986: A Dirty Mind Is a Joy Forever
- 1987: I Don’t Lose a Friend
- 1987: Room to Move
- 1988: The Risin’ Yen
- 1989: Dancin’
- 1990: Ever since I Met You
- 1992: Happy
- 1993: What Kind of Man (#88 in der niederländischen Nationalen Hitparade)
- 1993: Mrs. Everlast
- 1994: All of the Time